# Theobald Mathew
Pour les articles homonymes, voir Mathew.
Theobald Mathew, né le 10 octobre 1790 à Thomastown et mort le 8 décembre 1856 à Cobh, est un réformateur catholique irlandais prônant l'abstème, connu comme le Père Mathew (en anglais : Father Mathew).
À partir de 1840, Anne Jane Carlile correspond avec le père Mathew qui l'encourage à travailler dans la tempérance.
Figure populaire dans le pays, deux statues notables de Mathew se trouvent sur St. Patrick's Street de Cork et sur O'Connell Street à Dublin.

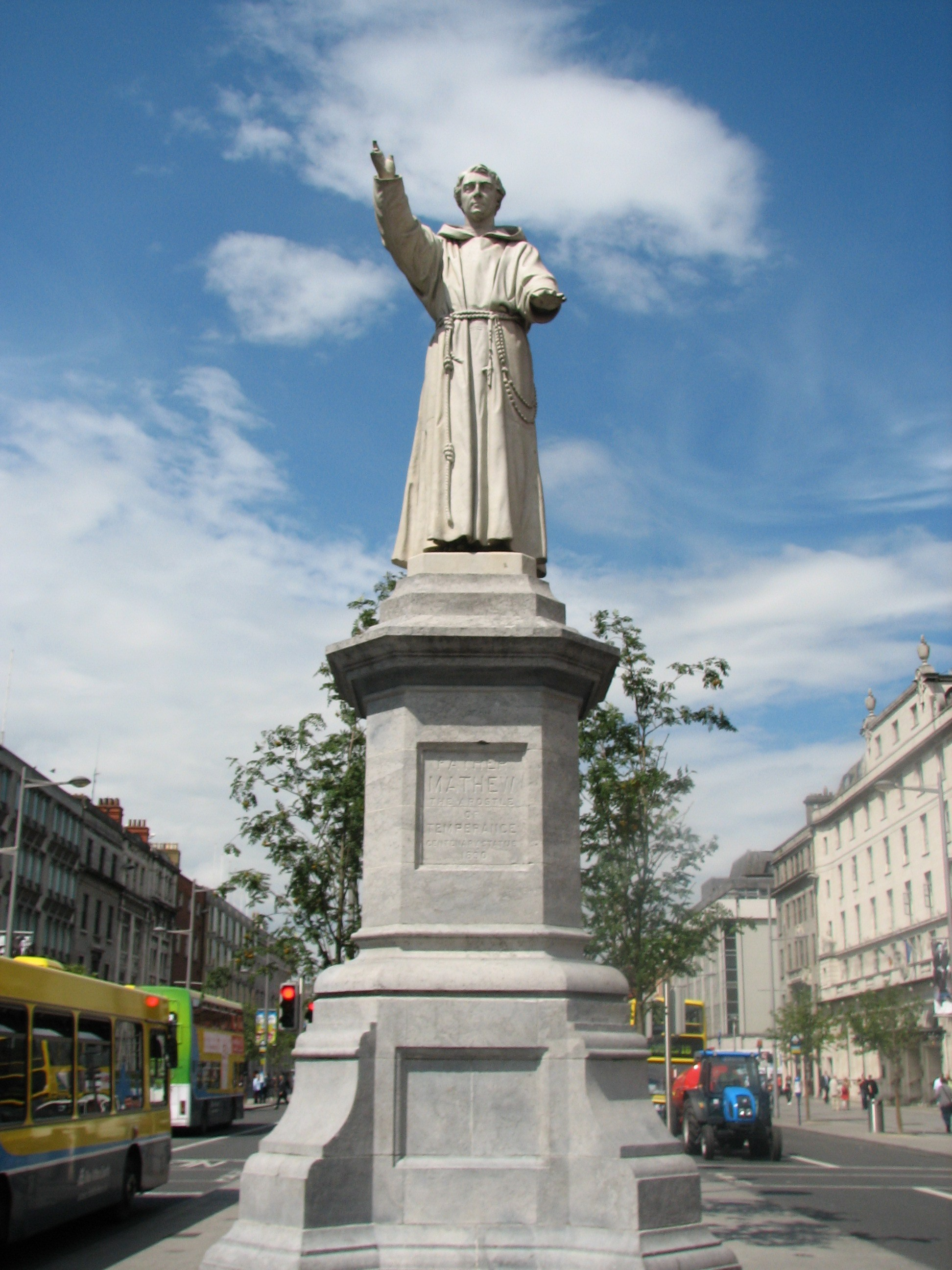
Statue du Père Mathew sur O'Connell Street.